# 持續部署
持續部署（英語：Continuous deployment，縮寫為），是一種軟體工程方法，意指在軟體開發流程中，以自動化方式，頻繁而且持續性的，將軟體部署到生產環境（production environment）中，使軟體產品能夠快速的發展。
持續部署可以整合到持續整合與持續交付（Continuous delivery）的流程之中。